# 바타파
바타파(포르투갈어: vatapá)는 브라질의 새우 스튜이다. 코코넛밀크와 덴데기름(붉은 팜유)이 들어가며, 대표적인 북동부 요리로 여겨진다. 아카라제나 카루루에 곁들이는 음식이며, 쌀밥에 곁들이기도 한다.

## 이름
어원은 요루바어 "에바 타파(ẹ̀bà Tápà)"이다. "에바(ẹ̀bà)"는 스왈로 종류이며, "타파(Tápà)"는 요루바족이 누페족을 부르는 이름이다.

## 만들기
빵이나 빵가루를 사용해 만들 수 있으며, 주로 프랑스빵이 사용된다. 빵을 코코넛밀크와 물에 불려 두었다가, 땅콩, 캐슈너트, 마늘, 생강, 양파, 말라게타고추 피망, 토마토, 고수, 건새우 등과 함께 블렌더에 갈아 걸쭉한 액체를 만든다. 액체를 저으며 끓이다가, 덴데기름(붉은 팜유)을 넣어 색을 낸다. 건더기로는 새우 대신 생선, 바칼랴우, 닭고기 등을 넣어 끓일 수도 있다.

## 사진

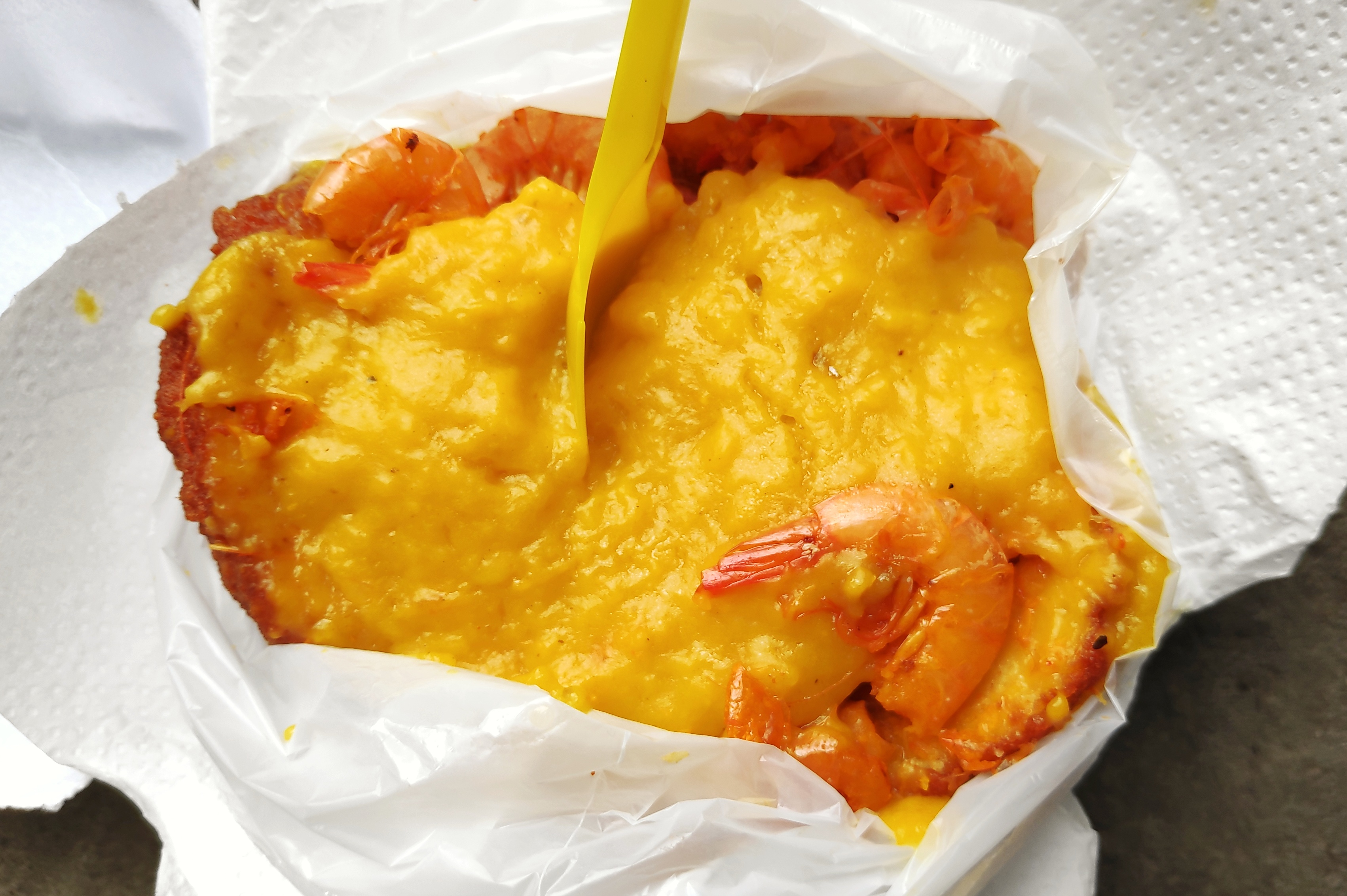
바타파 소를 넣은 아카라제

## 같이 보기
- 피랑